# Stephanostomum imparispine
Stephanostomum imparispine är en plattmaskart. Stephanostomum imparispine ingår i släktet Stephanostomum och familjen Acanthocolpidae. Inga underarter finns listade i Catalogue of Life.